# Конюшни Михайловского замка
Конюшни Михайловского замка — памятники архитектуры. Расположены в Санкт-Петербурге, современные адреса  —  Манежная площадь, 2 / Инженерная улица, 13 / Караванная улица, 1 / Кленовая улица (основное здание конюшен), Манежная площадь, 10х / Итальянская улица, 12Е (портик).
Были построены В. Бренной в 1799—1800 годах одновременно с другими строениями Михайловского замка (хотя отдельные источники указывают, что вопрос авторства не вполне подтверждён).
В 1823—1824 году К. И. Росси проводил реконструкцию района в связи с постройкой Михайловского дворца и объединил торцевые фасады конюшен в единую композицию с торцевым фасадом манежа, стоящего между ними. В украшении фасадов активно использована декоративная скульптура — на аттиках барельефы с военными доспехами и арматурой, с щитами, мечами и дубовыми ветвями. Предположительно, скульпторами были С. С. Пименов и В. И. Демут-Малиновский.
С 1953 года правое здание (Инженерная, 13) было передано Центральному спортивному клубу Армии и стало известно как Спортивный комплекс «Инженерная». В нём оборудованы большой универсальный спортивный зал общей площадью 1081 кв.м, тренажёрный зал, залы для дзюдо и самбо, тхэквондо и фехтования, два центра для восстановления после тренировок.
В 2017 году на правом здании надстроили незаконную мансарду, исказившую архитектурный облик. В декабре 2017 года незаконность мансарды подтвердил суд, в 2022 году суд обязал привести помещения и кровлю объекта в соответствие с согласованной с КГИОП проектной документацией и утверждённым предметом охраны.

## Галерея

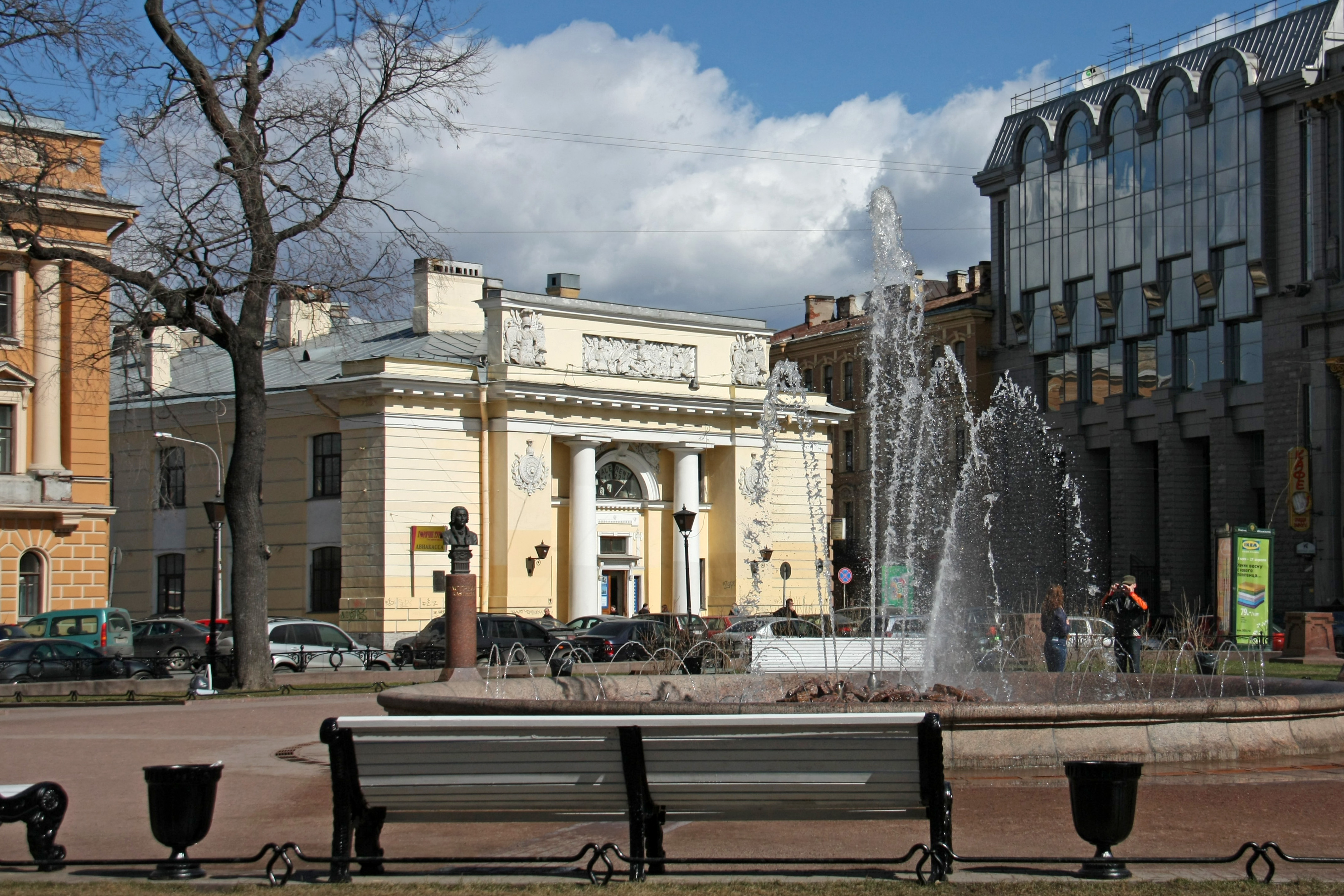
Исторический вид здания, 2011 год
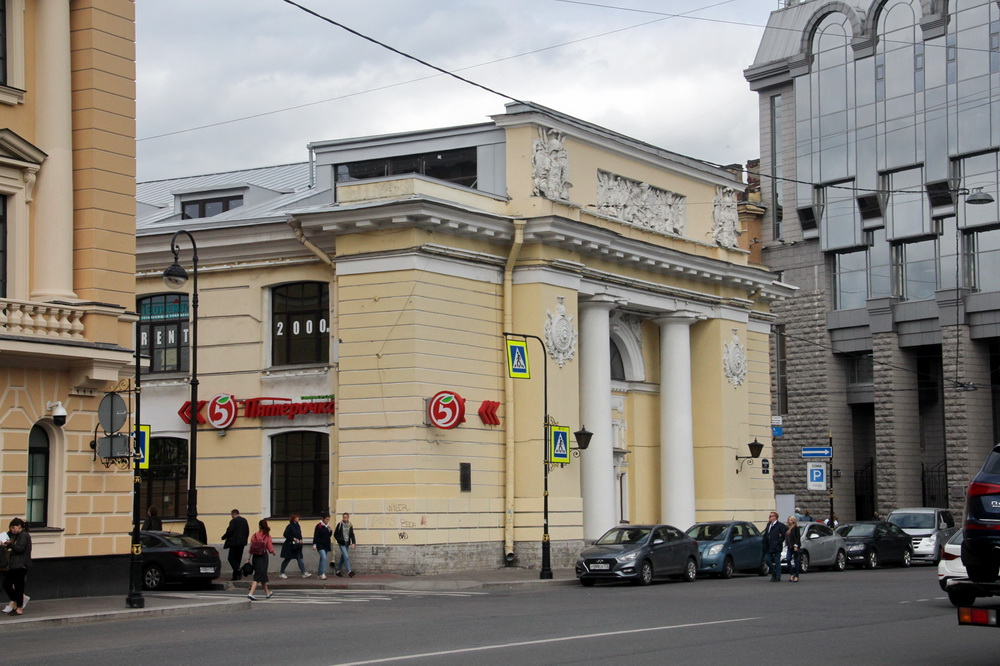
Искажённое незаконной мансардой здание, 2017 год
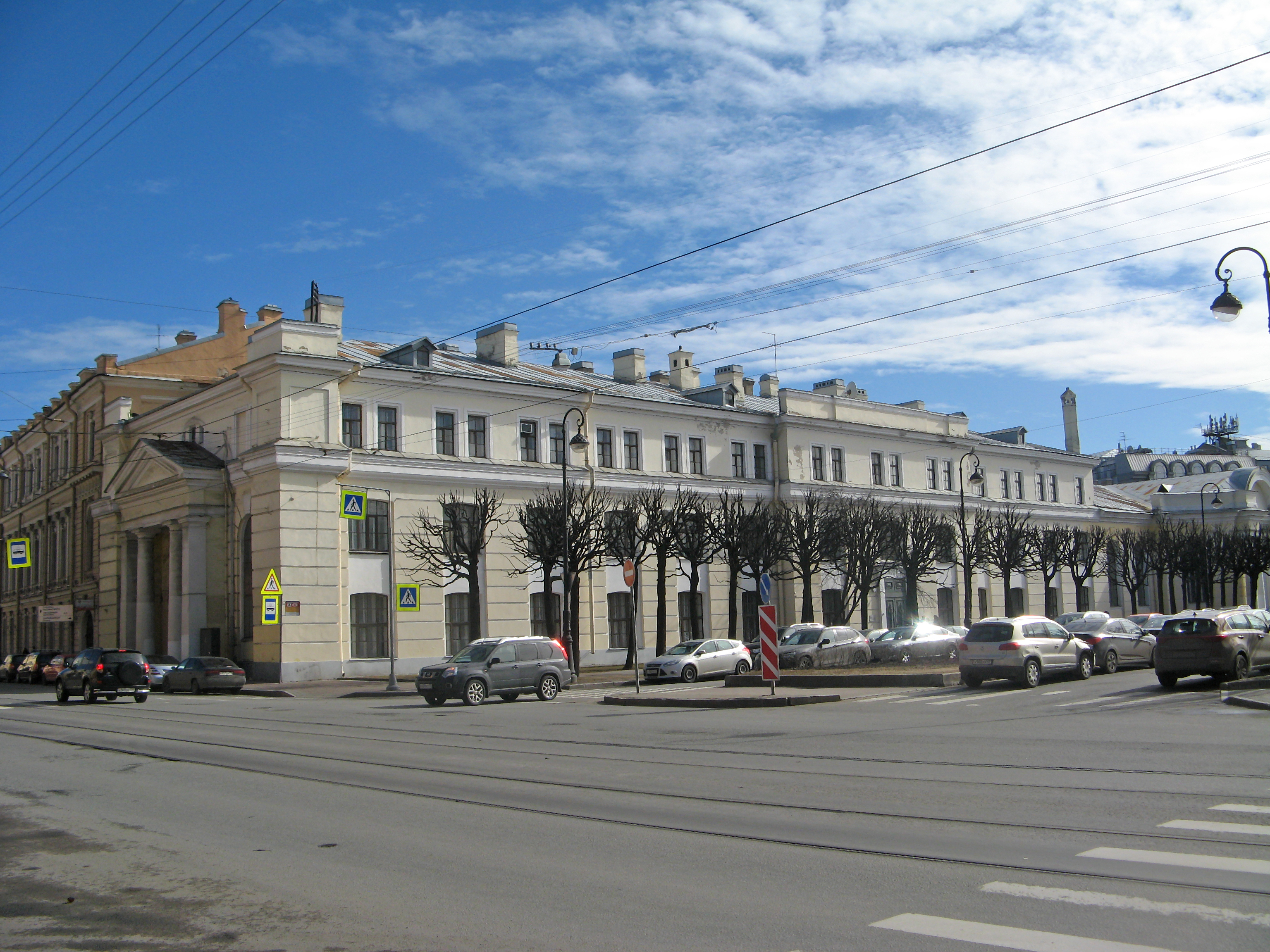
Вид с Инженерной улицы
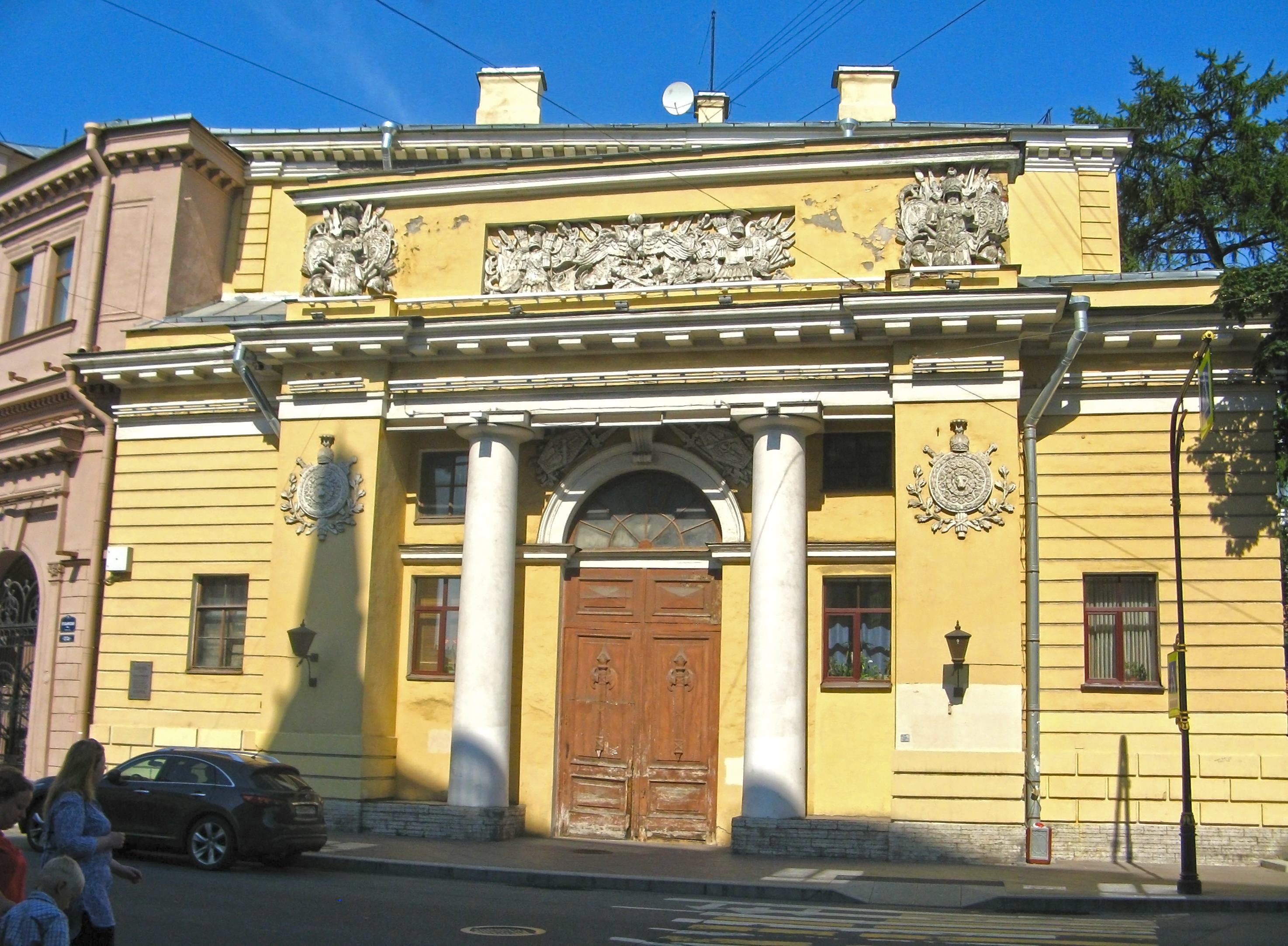
Портик служительских конюшен, левое строение композиции;  Объект культурного наследия народов РФ федерального значения. Рег. № 781610415560066 (ЕГРОКН). Объект № 7810640012 (БД Викигида)